# جان جيلبرت
جان جيلبرت (بالفرنسية: Jean Gilbert)‏ (و. 1879 – 1942 م) هو ملحن، وشاعر من ألمانيا . ولد في هامبورغ.
توفي في بوينس آيرس.

## أعمال بارزة
من أهم أعماله:
- Die keusche Susanne.

## روابط خارجية
- جان جيلبرت على موقع IMDb (الإنجليزية)
- جان جيلبرت على موقع ألو سيني (الفرنسية)
- جان جيلبرت على موقع ميوزك برينز (الإنجليزية)
- جان جيلبرت على موقع أول موفي (الإنجليزية)
- جان جيلبرت على موقع قاعدة بيانات برودواي على الإنترنت (الإنجليزية)
- جان جيلبرت على موقع قاعدة بيانات الأفلام السويدية (السويدية)
- جان جيلبرت على موقع ديسكوغز (الإنجليزية)
- جان جيلبرت على موقع كينوبويسك (الروسية)